# Генетический анализ
Генетический анализ — совокупность методов, направленных на определение наследственной обусловленности признаков, лежащих в основе разнообразия живых организмов. В ходе проведения генетического анализа воплощается один из принципов генетики: сложная система (фенотип) раскладывается на более простые подсистемы и образующие их элементарные признаки (фены), а также на определяющие их элементарные единицы генетического материала (гены). Результатом анализа становится определение генотипа по исследуемым признакам, характера взаимодействия генов, определяющего фенотип, а также картирование исследуемых генов в группах сцепления и локализация исследуемых мутаций внутри генов. Результаты генетического анализа используют в селекционной и медицинской практике, а также в сравнительной и эволюционной генетике.

## Основные понятия
Объектами генетического анализа являются прокариоты и эукариоты. Исследование проводится путём генетического моделирования. Используются следующие методы генетического анализа:
- Гибридологический метод
- Генеалогический метод
- Близнецовый метод
- Метод гибридизации соматических клеток
- Метод гибридизации нуклеиновых кислот
- Трансплантации тканей
- Анализ трансгенных и химерных организмов
- Цитогенетические методы
- Биохимические методы
- Эмбриологический метод
- Популяционный метод
- Молекулярные методы
- Статистико-математические методы.

Выбор методов генетического анализа у объектов разных уровней организации и в зависимости от задач и уровней исследования.

## Задачи генетического анализа
1. Установление признаков и генов, которые будут исследоваться
2. Локализация генов, составление генетической карты
3. Идентификация функции гена, установление природы мутации
4. Определение, чем регулируется признак.

## Уровни исследования
- Молекулярный: на этом уровне исследуется нуклеиновая кислота. Используются секвенирование, биохимические методы (определение размера НК, температуры плавления, связь с белками)
- Субклеточный: исследуются органеллы с собственной НК, а также хромосомы. Цитогенетические методы: микроскопия, окрашивание.
- Клеточный: «онтогенетические» методы, то есть исследование того, как реализуется генетическая информация на разных уровнях на различных этапах жизни клетки.
- Организменный: используются мутационный и рекомбинационный анализ, гибридологический (генеалогический), близнецовый методы.
- Популяционный: используются популяционный анализ и статистические методы.